# Liberace!
Liberace! (v originále Behind the Candelabra) je americký hraný film z roku 2013, který režíroval Steven Soderbergh podle knihy Behind the Candelabra: My Life with Liberace z roku 1988. Film zachycuje život pianisty Valentina Liberaceho a jeho vztah s životním partnerem Scottem Thorsonem. Snímek měl světovou premiéru na Mezinárodním filmovém festivalu v Cannes 21. května 2013.

## Děj
V roce 1977 se mladý Scott seznamuje se slavným pianistou Liberacem. Liberace je jednou z největších hvězd amerického zábavního průmyslu a vede luxusní život, zatímco Scott jako adoptované dítě pochází ze skromného prostředí. Mladík je fascinován okouzlujícím světem a přistoupí na milostný vztah se starším mužem utajený před veřejností. Scott je oficiálně zaměstnán jako pianistův řidič. Po několika letech má Scott problém s drogami a Liberace má poměr s mladým tanečníkem ze své show. Jejich vztah se dostává do krize a končí. Liberace vyhodí Scotta ze svého domu, Scott žaluje Liberaceho za odstupné. O několik let později mu Liberace, který je vážně nemocný AIDS, zavolá a na smrtelné posteli se usmíří.

## Obsazení
| Michael Douglas    | Liberace         |
| Matt Damon         | Scott Thorson    |
| Scott Bakula       | Bob Black        |
| Dan Aykroyd        | Seymour Heller   |
| Rob Lowe           | doktor Startz    |
| Debbie Reynoldsová | Frances Liberace |

## Ocenění
Ačkoliv film nebyl nominován na žádnou z cen Oscar, získal 14 nominací na cenu Emmy, z nichž 11 vyhrál, včetně kategorií nejlepší film, nejlepší režie (Steven Soderbergh) a nejlepší herec v hlavní roli (Michael Douglas). Také na Zlatých glóbech získal Liberace! cenu za nejlepší televizní film a Michael Douglas za nejlepší mužský herecký výkon. Douglas také za roli získal Satellite Award. Matt Damon bylo nominován na cenu Emmy, Zlatý glóbus, BAFTA a Satellite Award. Rob Lowe získal nominaci na Zlatý glóbus.